# Аустрия (футбольный клуб, Зальцбург)
«Ау́стрия» (нем. SV Austria Salzburg) — австрийский профессиональный футбольный клуб из Зальцбурга.

## История
Клуб был возрождён в 2005 году группой «Violett-Weiss» (фиолетово-белые), болельщиками бывшей команды «Аустрия». Люди желали сохранить 72-летние традиции своего клуба, которые были уничтожены компанией «Red Bull». 7 октября 2005 года «Violett-Weiss» успешно зарегистрировали оригинальное имя старого клуба «SV Austria Salzburg» и старую эмблему.
Попытка объединения с футбольной командой Зальцбургского Спортивного Клуба Полиции, которая выступала в 1. Salzburg Landesliga, четвёртой лиге австрийского футбола, ни к чему не привела. В итоге «Violet-Weiss» сформировали новую команду «Аустрия» (Зальцбург), которая приняла участие в соревнованиях 2. Klasse Nord of Salzburg, седьмой лиге австрийского футбола, в сезоне 2006/07. Первый матч возрождённой «Аустрии» был сыгран 29 июля 2006 года против Lieferinger SV, «Аустрия» одержала в нём крупную победу 6:0. В том сезоне клуб выиграл соревнования в своей лиге и поднялся в 1. Klasse Nord of Salzburg. В первом же сезоне клуб занял первое место и получил право выступить в сезоне 2008/09 во 2-й Ландеслиге Зальцбурга (5-й уровень австрийского футбола).
Сезон 2008/09 клуб завершил на первом месте в турнирной таблице и вышел в 1-й Ландеслиге Зальцбурга (4-й уровень австрийского футбола). «Аустрия» выиграла этот турнир в сезоне 2009/10 и вышла в Западную региональную лигу. В сезоне 2010/11 «Аустрия» заняла 5-е место в этой третьей по силе лиге Австрии (15 побед в 30 матчах) и сохранила свою прописку. В сезоне 2011/12 команда заняла 8-е место лиги. Сезон 2012/13 сложился намного лучше: «Аустрия» стала второй. С четвёртой попытки в сезоне 2013/14 команда выигрывает Западную региональную лигу, однако уступает в плей-офф и не получает повышения в классе. В сезоне 2014/15 снова побеждает в Региональной лиге и завоёвывает право сыграть в Первой лиге (2-й по значимости в Австрии).
В сезоне 2015/16 «Аустрия» заняла 9-ю строчку в Первой лиге, следующий сезон провела в Западной региональной лиге, заняв 15-е место.
Сезон 2023/24 команда закончила на первом месте Региональной лиги «Запад», заработав повышение во Вторую лигу, но клубу было отказано в лицензии из-за несоответствия инфраструктуры с требованиями лиги. Клуб обжаловал решение в спортивном нейтральном суде, но получил повторный отказ.

## Ультрас

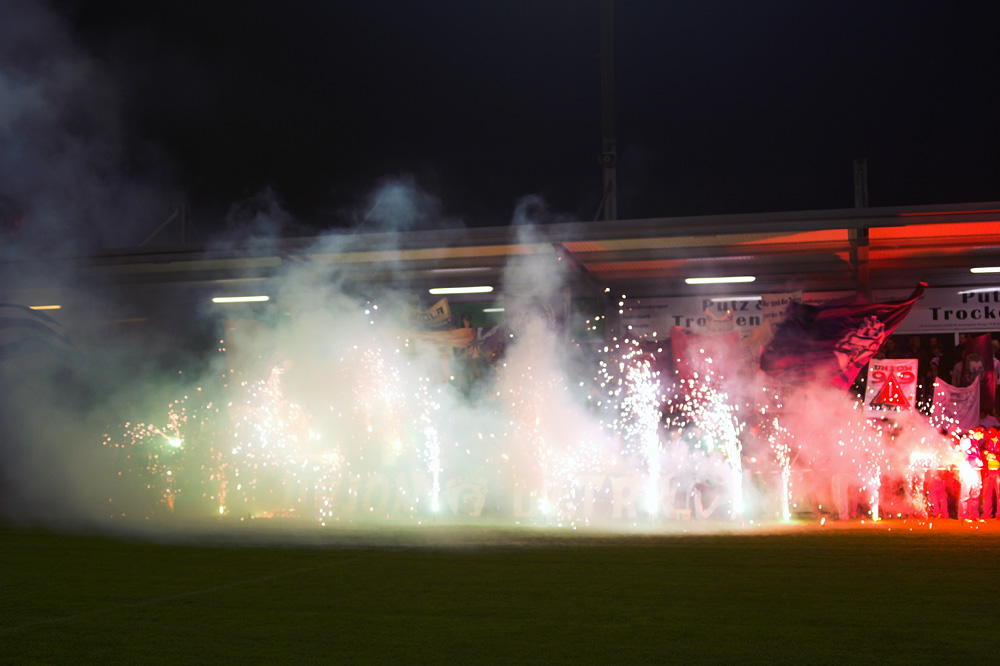
Seekirchen 1b - Austria 2006
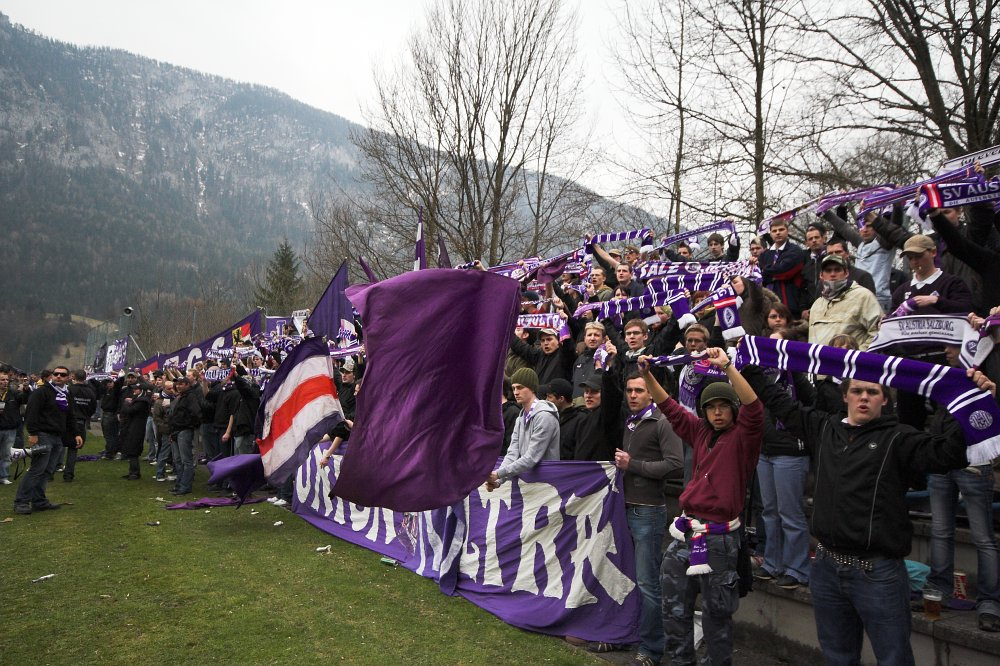
TSV Unken - Austria 2007
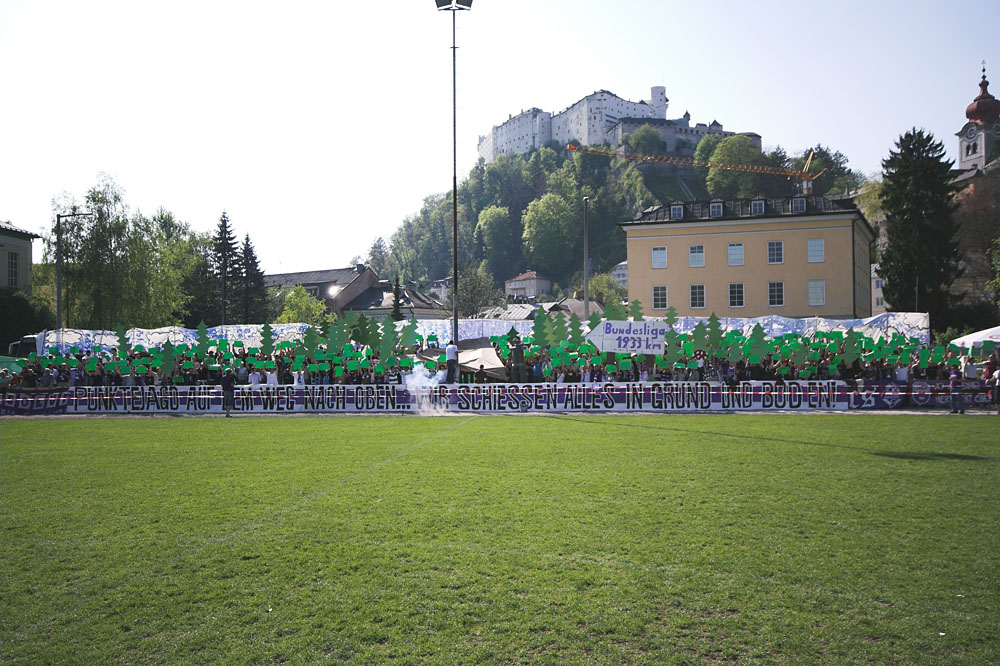
Austria - Schleedorf 2007